# Anthrenus stelma
Anthrenus stelma is een keversoort uit de familie spektorren (Dermestidae). De wetenschappelijke naam van de soort werd in 2006 gepubliceerd door Kadej & Háva.